# Liste der Kulturdenkmäler in Neidenfels
In der Liste der Kulturdenkmäler in Neidenfels sind alle Kulturdenkmäler der rheinland-pfälzischen Ortsgemeinde Neidenfels aufgeführt. Grundlage ist die Denkmalliste des Landes Rheinland-Pfalz (Stand: 19. Dezember 2024).

## Denkmalzonen
| Bezeichnung                        | Lage                                                           | Baujahr                     | Beschreibung | Bild                           |
| ---------------------------------- | -------------------------------------------------------------- | --------------------------- | --- | ------------------------------ |
| Denkmalzone Burgruine Neidenfels   | nördlich des Orts auf dem Schlossberg Lage                     | 1330er Jahre                | Hangburg, wohl in den 1330er Jahren errichtet, 1689 zerstört; Reste der Ringmauer mit Rundtürmchen, Reste eines dreigeschossigen Wohnbaus; Reste eines Treppenturms, wohl aus dem 16. Jahrhunderts; zugehörig terrassierter Weinberg und Treppe; orts- und landschaftsbildprägend | weitere Bilder Fotos hochladen |
| Denkmalzone Burgruine Lichtenstein | nordwestlich des Ortes auf einem Ausläufer der Hohen Loog Lage | Anfang des 13. Jahrhunderts | Hangburg, wohl Anfang des 13. Jahrhunderts gegründet, 1281 zerstört; geringe Reste der Umfassungsmauer auf der Ost- und der Westseite | Fotos hochladen                |

## Einzeldenkmäler
| Bezeichnung                       | Lage                                         | Baujahr                    | Beschreibung | Bild                           |
| --------------------------------- | -------------------------------------------- | -------------------------- | --- | ------------------------------ |
| Ehrenmal                          | Kirchenstraße, bei Nr. 15a Lage              | 1956                       | am Friedhof: Ehrenmal 1870/71, 1914/18 und 1939/45, 1956 von Otto Rumpf, Lachen | Fotos hochladen                |
| Protestantische Kirche            | Kirchenstraße 17 Lage                        | 1933/34                    | kleiner Saalbau im Heimatstil, 1933/34, Architekten Reimers und Pommerenke, Haardt; ortsbildprägend | weitere Bilder Fotos hochladen |
| Grundschule                       | Schulstraße 1 Lage                           | 1957–59                    | fünf Pavillons, weitgehend durchfenstert, auf Betongerüst, Seitenfronten in Rotsandsteinmauerwerk, 1957–59, Architekt Wolfgang Hirsch, Karlsruhe; Betonreliefs und -skulpturen von Klaus Arnold, Heidelberg; bauliche Gesamtanlage                                   | Fotos hochladen                |
| Villa                             | Staatsstraße 4 Lage                          | 1911/12                    | späthistoristische Mansardwalmdach-Villa mit Motiven des Landhausstils, 1911/12, Architekt Thomas Walch, Mannheim, hölzerner Pavillon | BW                             |
| Villa Hemmer                      | Staatsstraße 7 Lage                          | 1893–95                    | anspruchsvolle Gründerzeitvilla, Renaissance- und barocke Motive, 1893–95, neubarockes Portierhaus, 1912, Architekt Thomas Walch, Mannheim | Fotos hochladen                |
| Staatliches Forsthaus             | Staatsstraße 16 Lage                         | 1907                       | eineinhalbgeschossiger späthistoristischer Krüppelwalmdachbau, teilweise Fachwerk, 1907 | Fotos hochladen                |
| Hofanlage                         | Staatsstraße 17/19 Lage                      | Mitte des 19. Jahrhunderts | stattlicher Hakenhof, Mitte des 19. Jahrhunderts; eingeschossiger Krüppelwalmdachbau, Scheune mit Krüppelwalmdach; ortsbildprägend | Fotos hochladen                |
| Zwerlenbacher Hof                 | Staatsstraße 21 Lage                         | 18. Jahrhundert            | ehemaliger kurfürstlich-pfälzischer Erbbestandshof, ursprünglich „Zwerlenbacher Hof“; Hakenhof, 18. Jahrhundert; kubischer Mansardwalmdachbau, teilweise Fachwerk, bezeichnet 1739 und 1828, Bruchsteinscheune mit Krüppelwalmdach, herrschaftliches barockes Hoftor | Fotos hochladen                |
| Grenzstein                        | Staatsstraße, zwischen Nr. 29 und 37-45 Lage | 1781                       | Grenzstein, bezeichnet 1781 | BW                             |
| Spolie                            | Staatsstraße, an Nr. 40 Lage                 | 1813                       | Schlussstein des ehemaligen Portals, Hausmarke, bezeichnet 1813 | Fotos hochladen                |
| Katholische Pfarrkirche St. Josef | Zwerlenbachstraße 2 Lage                     | 1937/38                    | romanisierende zweischiffige Basilika, 1937/38, Architekt Albert Boßlet, gotischer Chor, erste Hälfte des 14. Jahrhunderts, barockes Portal, bezeichnet 1743; Reliefstein, bezeichnet 1513                                                                           | weitere Bilder Fotos hochladen |